# Универзитет у Букурешту
Универзитет у Букурешту (рум. Universitatea din București), познатији по скраћеници УБ у Румунији, је јавни универзитет основан 4. јула 1864. декретом принца Александра Јоана Кузе за претварање бивше Принчевске академије у садашњи Универзитет у Букурешту, што га чини другим најстаријим модерним румунским универзитетом. Један је од пет чланова Universitaria Consortium (групе елитних румунских универзитета).